# Irakijczycy
Irakijczycy – obywatele lub stali rezydenci Iraku. Większość struktury etnicznej stanowią Arabowie, natomiast do mniejszości zaliczani są Afro-Irakijczycy, Asyryjczycy, Czerkiesi, Kurdowie, Mandejczycy, Ormianie, Romowie, Szabakowie oraz Turkmeni, istnieje także niewielka społeczność żydowska.
Dominującą religią Irakijczyków jest islam, funkcjonuje również społeczność bahaicka, chrześcijańska, jezydzka oraz mandajska.